# Josip Ferfolja
Josip Ferfolja-Očka, italijanski odvetnik in politik slovenskega rodu, * 27. september 1880, Doberdob, Avstro-Ogrska, † 11. december 1958, Trst, Italija.

## Življenje in delo
Ljudsko šolo je končal v rojstnem kraju, po končani gimnaziji v Gorici pa je v Pragi študiral pravo in ga leta 1906 končal z doktoratom. Ferfolja se je že v dijaških letih v Gorici vključeval v mladinske organizacije in bil med ustanovitelji in podpredsednik Akademičnega ferijalnega društva Adrija. Po končanem študiju je dve leti v Gorici opravljal sodno in odvetniško prakso, nakar je kot odvetniški pripravnik v Tolminu delal v odvetniški pisarni dr. Rudolfa Gruntarja, leta 1913 pa je v Trstu odprl lastno odvetniško pisarno.
Kmalu se je odločil za politično delo. Leta 1918 je postal član jugoslovanske socialno demokratske stranke; veliko je pisal v slovenske socialistične liste (Zarja, Rdeči prapor in druge). Bil je privrženec Majniške deklaracije in 1918 član Narodnega sveta v Trstu; ta ga je poslal v Prago na kongres češke socialno demokratske stranke kjer je pojasnjeval dejanski položaj Slovencev in Hrvatov v Kraljevini Italiji. Odločno je nasprotoval vključitvi slovenske socialne demokracije na Primorskem v italijansko socialistično stranko. Ker je prevladovalo nasprotno mnenje, se je bolj jugoslovansko usmerjeni Ferfolja v naslednjih letih vedno bolj oddeljeval strankarskemu političnemu delu. Skupaj z dr. Maksom Jeričem je organiziral pravno pomoč soobtoženim na II. tržaškem procesu proti Pinku Tomažiču in se med 2. svetovno vojno aktivno vključil v Osvobodilno fronto in narodnoosvobodilno borbo. Ko je bil v leta 1944 v Trstu ustanovljen širši okrožni odbor OF, je bil Josip Ferfolja-Očka izvoljen za predsednika tržaškega OO OF. Po osvoboditvi je sodeloval v Mestnem osvobodilnem svetu Trsta in v glavnem odboru Slovensko-italijanske antifašistične unije. To pa ni trajalo dolgo. Vedno demokratično in svobodoljubno usmerjeni Ferfolja ni odobraval dejanj in stališč Slovensko-italijanske antifašistične unije, posebno ne njene nestrpnosti do drugače mislečih zavednih Slovencev, narodnostne mlačnosti in nejasnosti glede pogledov na bodočnost Trsta. Zato je skupaj s Tončičem zbral skupino nestrankarsko vezanih politikov in jih združil v gibanju Neodvisni Slovenci v Trstu. Na njuno pobudo so se 13. januarja 1950 prvič sestali zastopniki Slovenske kulturno-gospodarske zveze, goriške Slovenske demokratske zveze in Neodvisnih Slovencev ter ustanovili Akcijski odbor za obrambo Svobodnega tržaškega ozemlja. V tržaški občini je na upravnih volitvah 1952 kandidiral na Slovenski narodni listi, ki je združevala predstavnike prej omenjenih političnih skupin.
Ferfolja je veliko je naredil za delavstvo, za njegovo splošno izobrazbeno in kulturno delovanje ter bil kljub političnemu nihanju goreč privrženec in organizator boja za narodno osamosvojitev avtohtonega slovenskega prebivalstva, pri tem pa ostal stvaren in znal širše narodne interese predpostaviti svojim osebnim idejam in pogledom. 